# ترميز خطي بالتوقع

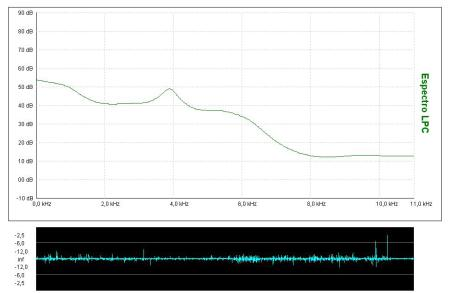
رسم بياني موضح للموضوع

الترميز خطي بالتوقع (بالإنجليزية: Linear predictive coding)‏ اختصاراً LPC، هو أداة تستخدم في الغالب في معالجة الإشارة الصوتية ومعالجة الكلام، لتمثيل الغلاف الطيفي للإشارة الرقمية للكلام في شكلها المضغوط، وذلك باستخدام معلومات من نموذج توقع خطي. وهو واحد من أنجع تقنيات تحليل الكلام، وإحدى الطرق الأكثر فائدة لترميز كلام ذي نوعية جيدة في معدل بت منخفض، ويقدم تقديرات عالية الدقة لمعلمات الكلام.